# 瘦燕帮斗蛤
瘦燕帮斗蛤（学名：Pandora bilirata），亦作瘦幫斗蛤，是笋螂目屠刀蛤科帮斗蛤属的一种。

## 形态描述
见壳小型，白色。如同其他幫斗蛤屬物種一樣：两壳不等、左壳较右壳大而且更凸，右壳平。

## 分佈
本物種分佈於西北太平洋淺海，見於中国大陆的黃海及山東膠州灣外及 日本從房總半島到九州水深20—100m的海域。

## 外部連結
- 維基物種上的相關：瘦燕帮斗蛤